# Straßenbahnbetriebshof Ulvsunda

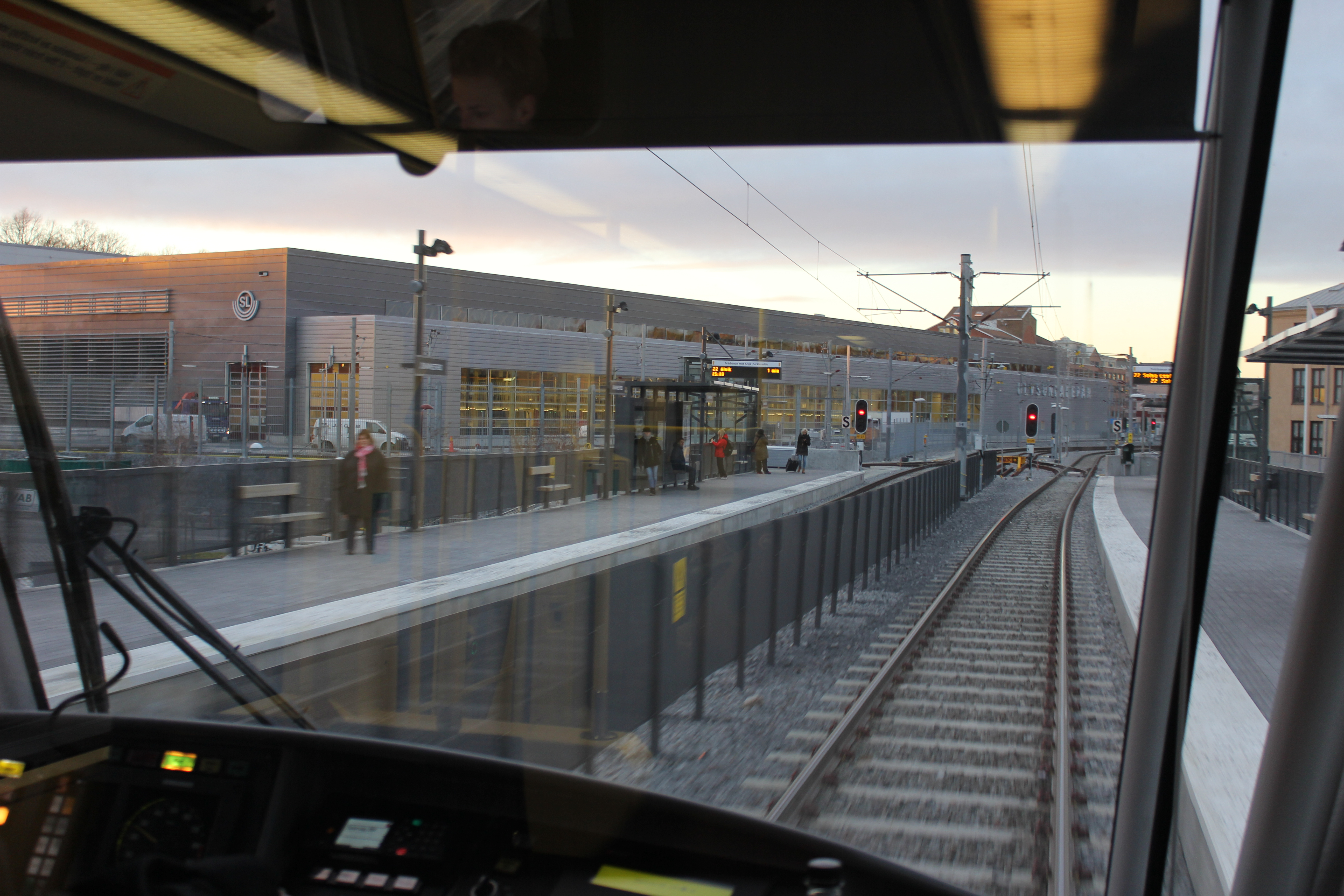
Betriebshof Ulvsunda

Der Straßenbahnbetriebshof Ulvsunda (schwedisch Ulvsundadepån) der Storstockholms Lokaltrafik (SL) liegt im Stadtteil Ulvsunda in Västerort in Stockholms kommun in Schweden. Er liegt in der Nähe der Haltestelle Johannesfred an der Tvärbana.

## Geschichte
Der Betriebshof wurde 2014 fertiggestellt und ersetzt teilweise den Betriebshof Bromma (schwedisch Brommadepån) aus dem Jahre 1944, der für ein Wohnbauprojekt geräumt werden muss. Ein an den Betriebshof angrenzendes bestehendes Gebäude wurde von Storstockholms Lokaltrafik (SL) gekauft, um die Verkehrszentrale und die Personalräume für Tvärbanan und Nockebybanan unterzubringen. Die Anlage beherbergt eine Werkstatt, eine 37 m lange Lackieranlage sowie eine Abstellanlage für 60 Gelenkwagen.
Innerhalb des Depots, das eine Bausumme von 1,5 Milliarden SEK umfasste, sind 45 Weichen und 3,996 Kilometer Gleise verlegt.
Die Verkehrszentrale wurde im September 2013 in Betrieb genommen und der Betriebshof im April 2014 an SL übergeben. Im Mai 2016 wurde die Werkstatt und der größte Teil der Fahrzeuge vom Betriebshof Bromma verlegt. Die Inbetriebnahme geschah sechs Jahre nach dem Plantermin.
Aus heutiger Sicht (2019) wird die Kapazität des Depots bei der Erweiterung der Tvärbana nach Kista und Helenelund nicht ausreichen, so dass der für die Blå linjen existierende U-Bahn-Betriebshof Rissne (schwedisch Rissnedepån) in Sundbyberg bis 2030 um einen Straßenbahnbetriebshof erweitert werden muss.